# Jenkki

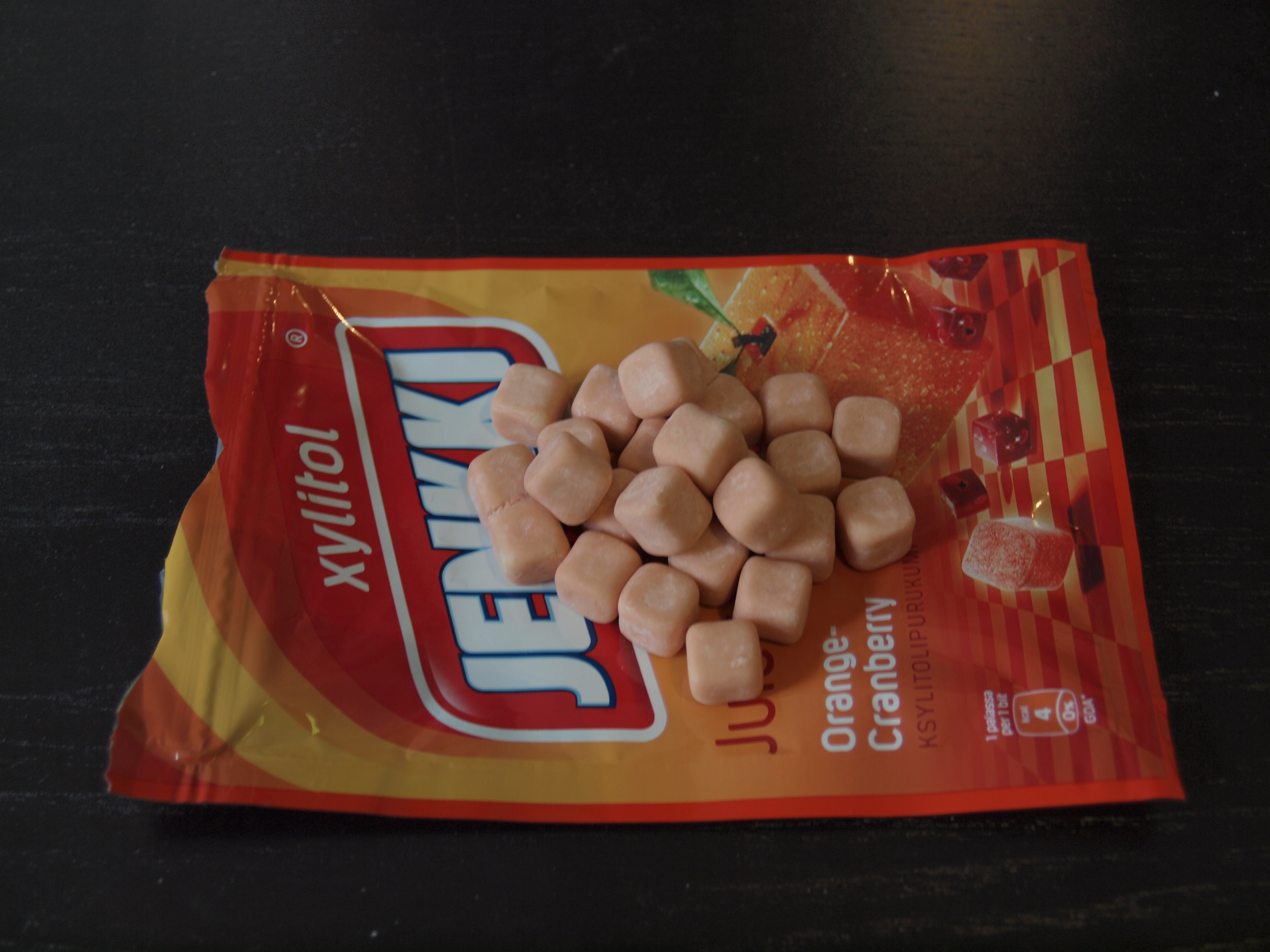
Jenkki Juicy Cube med smaken Orange-Cranberry.

Jenkki är ett xylitoltuggummi som tillverkas och marknadsförs av Cloetta. Det introducerades i Finland 1951 och säljs i Sverige[källa behövs], Finland, Estland och Kina.

## Smaker
- Peppermint
- Fresh mint
- Spearmint
- Fruitmix
- Salmiac
- Mintmix
- Sweetmint
- Polka mint
- Mango-lemon icepop